# Katharina Sunnerhagen
Katharina Stibrant Sunnerhagen es una médica, investigadora y educadora sueca especializada en medicina de rehabilitación. Es conocida por su investigación en rehabilitación de accidentes cerebrovasculares. Actualmente es profesora y jefa del grupo de investigación en Medicina de la Rehabilitación en la Universidad de Gotemburgo.

## Trayectoria
Sunnerhagen se graduó en medicina en la Universidad de Gotemburgo, y realizó una formación especializada en medicina de rehabilitación. Obtuvo el doctorado en Filosofía por su tesis titulada Regional Wall Motion in the Left Ventricle. Participó en la redacción de recomendaciones para la rehabilitación de accidentes cerebrovasculares en Europa en los congresos mundiales de accidentes cerebrovasculares de 2010 y 2012. 
Es miembro de consejos científicos en organizaciones de accidentes cerebrovasculares, incluida la Asociación de Víctimas de Accidentes Cerebrovasculares, la Fundación Handlaren Hjalmar Svenssons y la Fundación Greta y Einar Askers. Es miembro de la junta del Journal of Rehabilitation Medicine (desde 2003), Acta Neurologica (desde 2009) y Rehabilitation Research & Practice (2010). Actualmente trabaja como consultora en el Hospital Universitario Sahlgrenska y como profesora invitada en el Hospital de Rehabilitación de Sunnaas, Noruega. Fue elegida miembro de la junta directiva de la European Stroke Organisation en 2016.